# 山下長津田線
山下長津田線（やましたながつたせん）は、横浜国際港都建設法に基づく横浜国際港都建設道路事業で整備される都市計画道路である。正式な名称は「横浜国際港都建設計画道路3・3・3号山下長津田線」。横浜市中区より同市緑区までの道路が計画されている。

## 概要
本路線は、「ゆめはま2010プラン」において横浜都心・新横浜都心まで30分の交通体系整備を実現させる幹線道路と規定している、横浜市3環状10放射道路ネットワークのうちの一つに位置づけられており、3環状道路の環状2号線・環状3号線（中原街道）・環状4号線と接続し、市中心部から北西部方面を連絡する放射路線である。車線数は4車線（幅員22m）、計画延長約20km（正確には19,820m、そのうち2009年（平成21年）3月31日時点で整備済延長14,360m、整備率72.5%）。

## 整備事業
1994年（平成6年）より、緑区白山一丁目～鴨居町（延長約1,510ｍ）の区間で整備事業が行われている。
2010年（平成22年）3月30日には、西側の白山工区（約750ｍ）が完了し、白鴨トンネルが開通した。残る東側の鴨居工区（754m、渋滞が深刻な鴨居駅前をバイパスする部分）においては、設計・測量、用地取得等が行われている。事業期間は令和7年度までと見込まれていたが、2022年（令和4年）8月20日の事業説明会にて、令和12年度まで延期予定であることが発表された。

## 路線

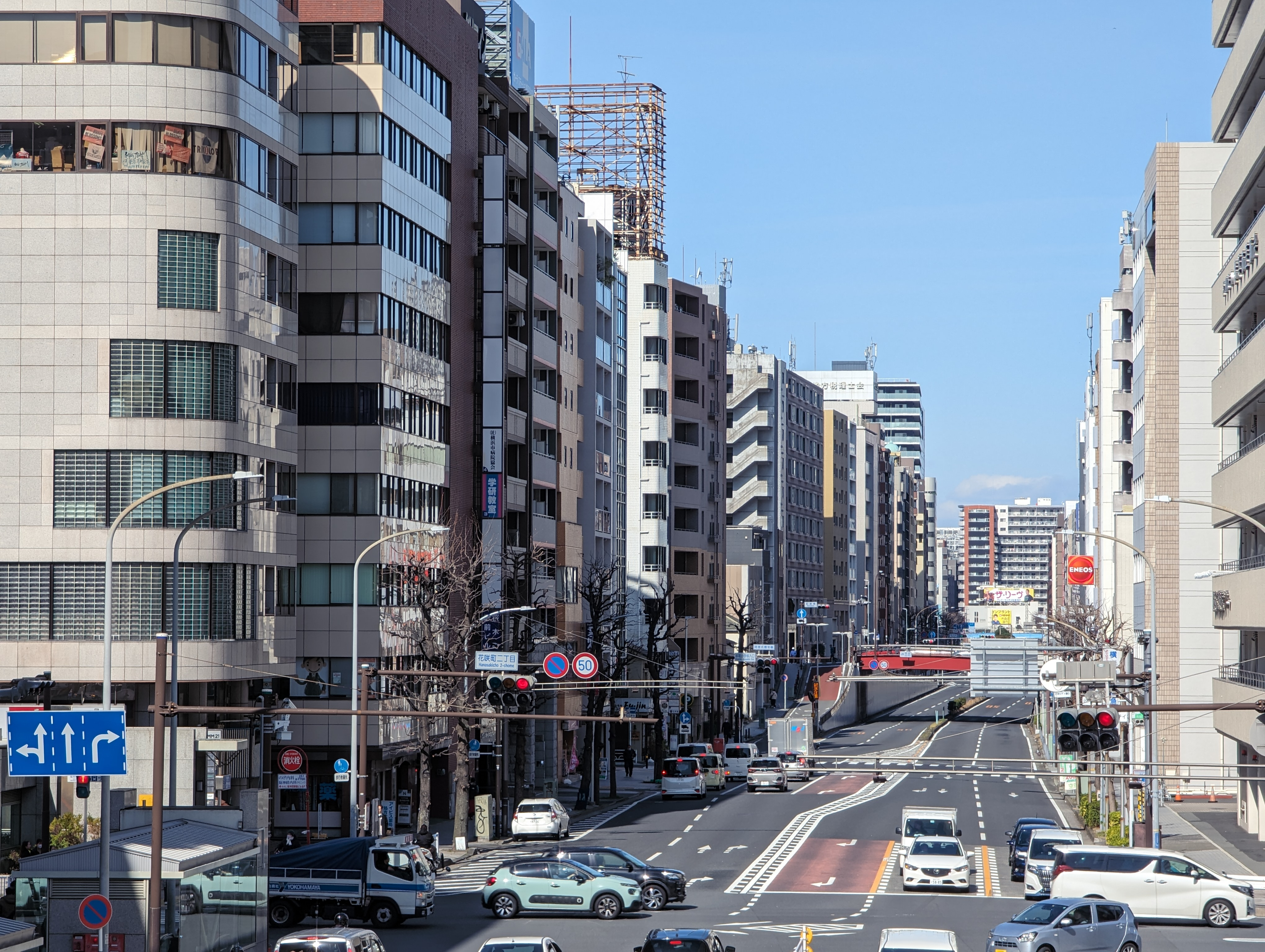
花咲町二丁目交差点（桜木町駅近く）

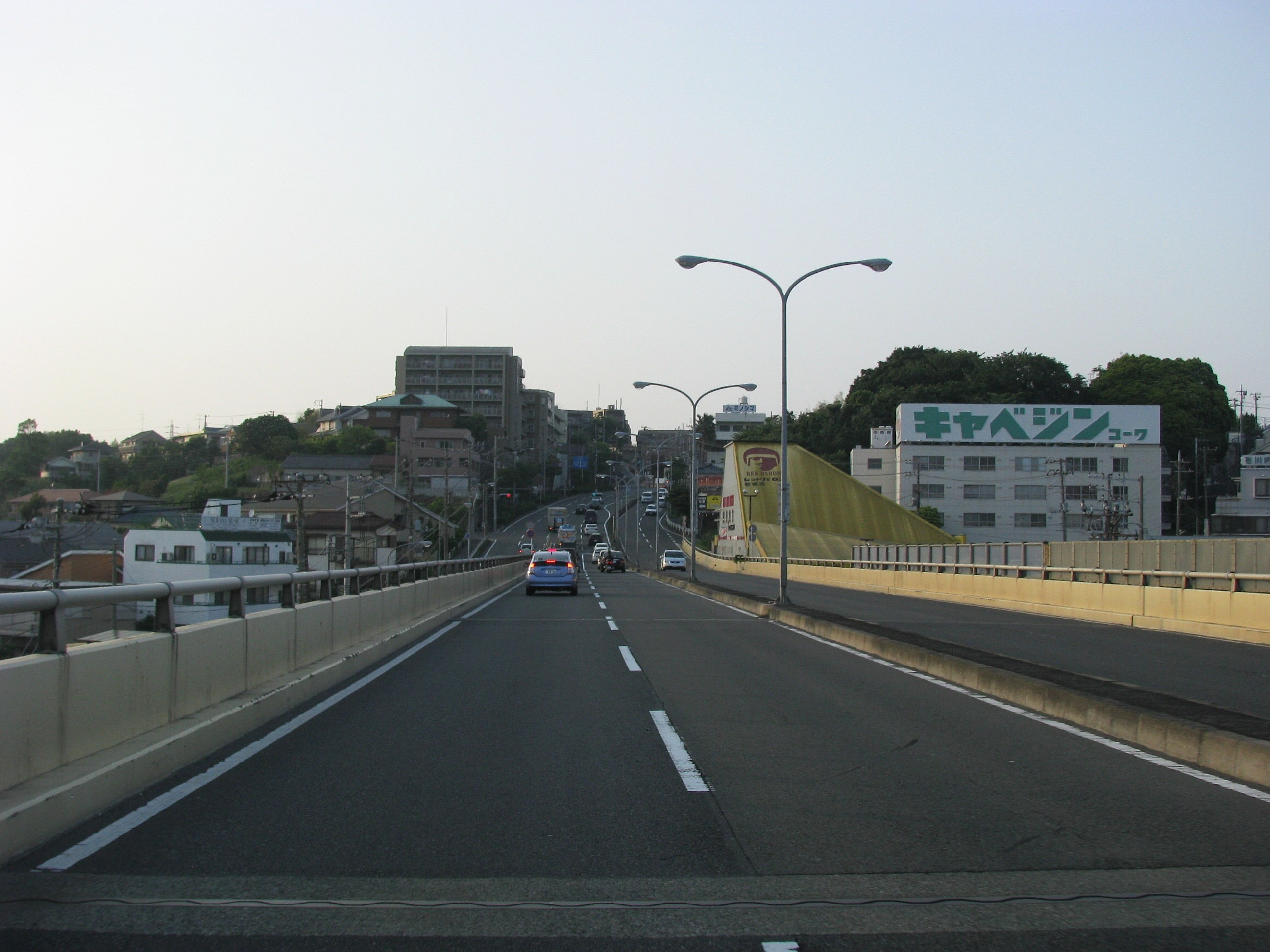
国道1号と立体交差する三ツ沢橋上から片倉町入口方面を望む

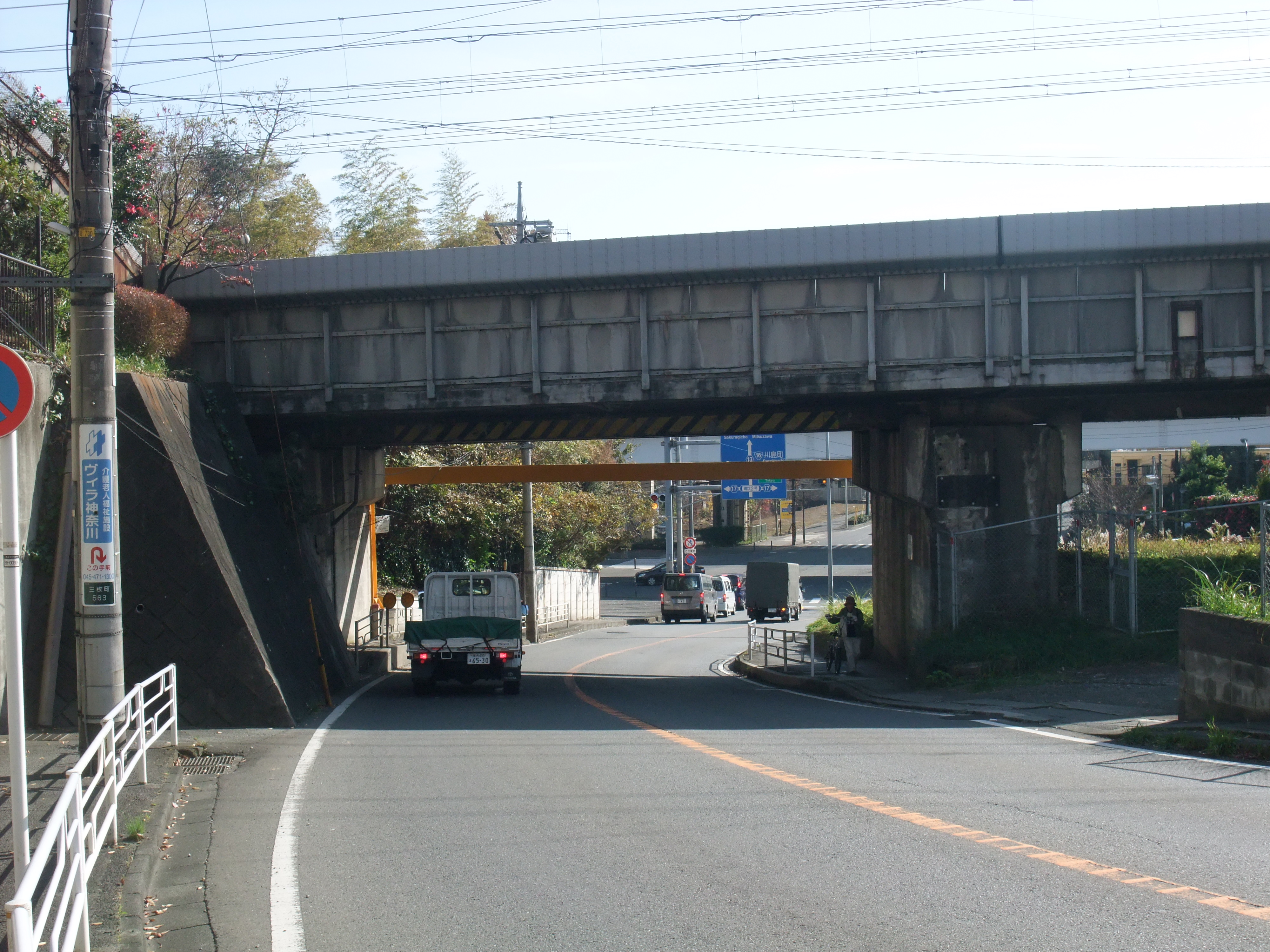
東海道新幹線の三枚町架道橋。その向こうは環状2号線との三枚町交差点。

起点：横浜市中区山下町（山下橋交差点） - 吉浜町 - 片倉町入口 - 菅田 - 東鴨居中学校南側 - 市交通局緑営業所 - （下長津田バス停付近） - 終点：横浜市緑区長津田町（東京都町田市境・森村学園正門付近）
- このうち下記の部分は他の路線と重複する
  - 新横浜通り
吉浜町 - 片倉町入口
  - 桜川新道（上記区間の一部の別名）
桜川橋 - 高島町
  - 神奈川県道13号横浜生田線（新横浜通りとも重複）
高島町 - 三枚町
  - 菅田道路
菅田 - 東鴨居中学校南側
  - 神奈川県道109号青砥上星川線
横浜市交通局緑営業所付近 - 緑郵便局入口
  - 旧大山街道
（下長津田バス停付近） - （長津田小学校南バス停付近）

## 接続・交差する路線
- 神奈川県道218号弥生台桜木町線（花咲町二丁目交差点）
- 国道16号 (横須賀街道)（高島町交差点）
- 横浜市主要地方道83号青木浅間線 (環状1号)（浅間下交差点）
- 国道1号（三ツ沢上町交差点）
- 環状2号線（三枚町交差点）
- 第三京浜道路 (国道466号)（羽沢インターチェンジ）
- 都市計画道路羽沢池辺線（東鴨居中学校南側交差点付近）
- 都市計画道路鴨居上飯田線（鴨居五丁目交差点付近）
- 神奈川県道109号青砥上星川線（横浜市交通局緑営業所付近）
- 環状3号線 (神奈川県道45号丸子中山茅ヶ崎線 (中原街道))（宮の下交差点）
- 環状4号線（十日市場交差点）
- 東名高速道路
- 国道246号（下長津田交差点）